# David Lange
Pour les articles homonymes, voir Lange.
David Russell Lange (4 août 1942-13 août 2005) est un homme d'État néo-zélandais.

## Biographie
Né dans une famille d'origine allemande, il étudie le droit à l'université d'Auckland, dont il sort diplômé en 1965 et qu'il prolonge par un Master of Law acquis en 1970. Il est élu député en 1977 pour le Parti travailliste puis a été Premier ministre de Nouvelle-Zélande de 1984 à 1989. Il a dirigé le quatrième gouvernement travailliste de Nouvelle-Zélande, un de ceux qui ont le plus réformé le pays[pas clair], mais qui ne s'est pas toujours conformé aux attentes traditionnelles d'un parti social-démocrate. Il avait la réputation d'avoir l'esprit vif et de l'éloquence.
Son gouvernement a mis en œuvre des réformes visant à libéraliser l’économie. Il a par la suite regretté cette démarche[réf. nécessaire].
En juillet 1985, il déclenche une campagne internationale très violente contre la France à la suite de l'affaire du Rainbow Warrior, afin de protester contre les essais nucléaires français dans le Pacifique. Cependant, les alliés traditionnels de la Nouvelle-Zélande, les États-Unis et la Grande-Bretagne, ne le soutiendront pas, à cause du soutien sans faille apportée par la France à ses alliés anglo-saxons dans la crise des euromissiles.
Il en tirera la loi dénucléarisant la Nouvelle-Zélande, peut-être son héritage le plus marquant, symbolise pour beaucoup l'identité pacifiste de la Nouvelle-Zélande. Cette politique contre le nucléaire conduit à une détérioration des relations avec les États-Unis, qui suspendent leurs relations d’espionnage avec la Nouvelle-Zélande.

## Reconnaissance
David Russell Lange est récipiendaire du prix Nobel alternatif en 2003, « pour son travail constant sur plusieurs années pour un monde exempt d'armes nucléaires. ».

## Citation
« Notre statut exempt d'armes nucléaires implique que nous refusions d'accepter les stratégies de dissuasion nucléaire. Nous ne voulons pas fermer les yeux sur eux, et prétendre que les armes ne sont plus une menace. Nous n'allons tolérer en aucune façon les essais d'armes nucléaires, ou leur fabrication ou leur déploiement. Nous ne pouvons pas par nous-mêmes de réduire le nombre d'armes nucléaires dans le monde, mais nous devons faire ce qu'il faut faire partout dans le monde afin que ces armes soient un jour éliminées. » ; discours d'acceptation du prix Nobel alternatif 9 décembre 2002.